# Mircea Beuran
Mircea Beuran (n. 5 iunie 1953) este un chirurg român la Spitalul de Urgență Floreasca din București, iar în prezent este si chirurg în Grupul Spitalicesc SANADOR.
De asemenea Mircea Beuran este și profesor universitar în cadrul Universității de Medicină și Farmacie "Carol Davila" din București, este șef de clinică chirurgicală și în același timp și membru al Partidului Social Democrat. A fost Ministru al Sănătății între 2003-2004.
A fost Președinte al Senatului Universității de Medicină și Farmacie “Carol Davila” până în martie 2020 și este Prim Vice-Președinte al Academiei de Medicină din România.
În septembrie 2003 (dată la care Mircea Beuran era ministru al sănătății), o comisie numită de Senatul Universității de Medicină și Farmacie "Carol Davila" a ajuns la concluzia că „Ghidul medicului de gardă”, publicat de Editura Scripta București în 1997, avându-i ca autori coordonatori pe Mircea Beuran și dr. Gerald Popa reprezintă un plagiat, fiind o traducere a volumului „On Call - Principles and Protocol” - autori G.M. Jillis S.A. Marshall, J. Ruedy, aparut în "Blue Books Sers", Editura W.B. Sounders Company, Philadelphia, 1989. Comisia a propus Senatului UMF „Carol Davila” sancționarea conf.univ.dr. Mircea Beuran cu retragerea tuturor titlurilor universitare. 
Demis din funcție, a obținut în instanță repunerea în post, deoarece editurile care au publicat lucrarea nu au făcut plângere penală împotriva lui Beuran, iar titlul de conferențiar nu îi fusese acordat numai în baza lucrării plagiate.